# 翁樹培
翁树培（1765年1月4日—1811年10月24日），号石峯，自号宜泉，順天府大興縣人。清朝官員。

## 生平
翁方纲子。幼育于秀水钱氏，名申锡，字申之。乾隆五十二年（1787年）丁未科进士，官刑部郎中。性嗜古钱币收藏。

## 著作
有《古泉汇考》。